# Donauinsel
Donauinsel är en konstgjord ö i Österrike. Den sträcker sig från Klosterneuburg till Wiens södra delar (Kaiserebersdorf).